# Jayson Granger
Pour les articles homonymes, voir Granger.
Jayson Granger est un joueur uruguayo-italien de basket-ball né le 15 septembre 1989 à Montevideo. Granger mesure 1,89 m et évolue au poste de meneur.
Son père Jeff est un joueur américain de basket-ball qui a fait la plus grande partie de sa carrière en Uruguay. Jayson est formé au Club Atlético Cordón (es). En décembre 2005, il rejoint l'Estudiantes. Entre 2006 et 2008, il joue dans l'équipe de jeunes de l'Estudiantes. À partir de la saison 2007-2008, il intègre l'équipe première d'Estudiantes, en première division espagnole (liga ACB).
En 2006, il participe avec l'équipe d'Uruguay au Championnat des Amériques de basket-ball des 18 ans et moins à San Antonio.
En juillet 2013, il rejoint l'Unicaja Málaga,.
Lors de la saison 2014-2015, Granger est nommé meilleur joueur de la Liga lors de la 14e journée. En championnat, Granger est nommé dans l'équipe-type de la saison avec les joueurs du Real Madrid Felipe Reyes et Sergio Llull, Pau Ribas et Marko Todorović.
En juin 2015, Granger signe un contrat de 2 ans avec l'Anadolu Efes Spor Kulübü.
En août 2017, Granger signe un contrat de 3 ans avec le Saski Baskonia, club espagnol.
En août 2020, Granger s'engage pour une saison avec l'ALBA Berlin.
En juillet 2021, Granger revient pour une saison au Saski Baskonia.
En juillet 2022, Granger signe un contrat avec Reyer Venise Mestre.

## Palmarès
- Championnat d'Allemagne 2021
- Championnat d'Espagne 2020